# 1-Pentanol
Az 1-pentanol, más néven n-pentanol, hivatalos nevén pentán-1-ol öt szénatomos egyértékű alkohol. Összegképlete C5H12O.  A nyolc ugyanilyen összegképletű alkohol egyik izomerje.

## Kémiai tulajdonságai
Színtelen, kellemetlen szagú folyadék. Vajsavval alkotott észtere, a pentil-butirát kajszibarack-, ecetsavval alkotott észtere, a pentil-acetát banánillatú.

## Előállítása
Az 1-pentanolt kozmaolaj desztillálásával lehet előállítani. A fosszilis üzemanyagok kiváltása érdekében kutatják költséghatékony előállítási módját, hogy erjesztéssel lehessen 1-pentanolt előállítani, bio-pentanolként. 1-pentanollal a benzin is helyettesíthető. CD-k és DVD-k bevonatának oldószereként is használható. 

## Fordítás
Ez a szócikk részben vagy egészben  a(z)   1-Pentanol című angol Wikipédia-szócikk ezen változatának fordításán alapul.  Az eredeti cikk szerkesztőit annak laptörténete sorolja fel. Ez a jelzés csupán a megfogalmazás eredetét és a szerzői jogokat jelzi, nem szolgál a cikkben szereplő információk forrásmegjelöléseként.